# Incursione austriaca ad Ancona

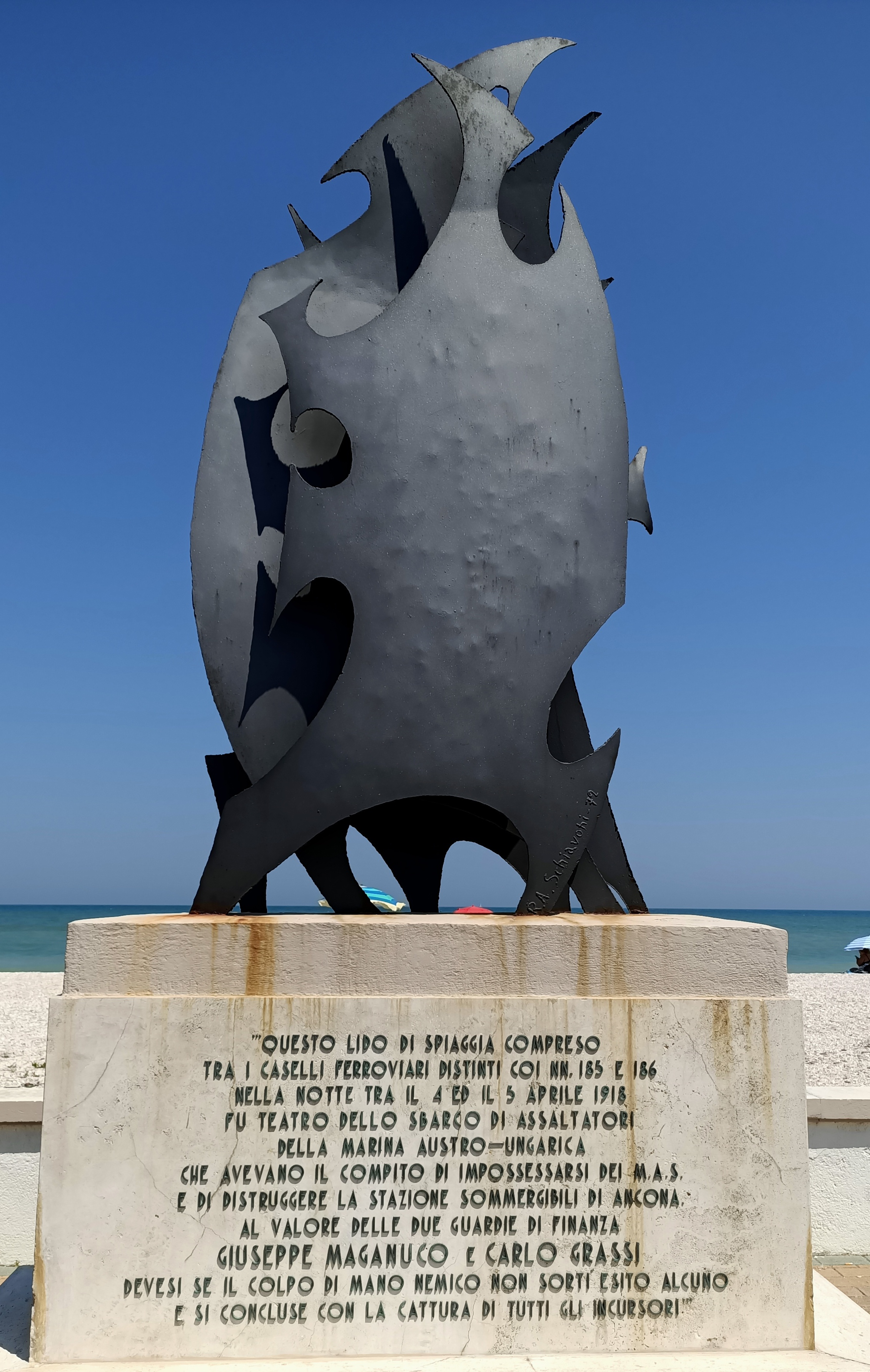
Monumento sulla spiaggia di Marzocca (AN) eretto sul luogo dello sbarco degli incursori austro-ungarici.

La fallita incursione austriaca di Ancona, anche nota come il fatto di Ancona, fu una operazione militare condotta dalla Marina austro-ungarica il 5 e 6 aprile 1918, durante la prima guerra mondiale. L'incursione aveva l'obiettivo di eliminare mezzi di attacco della Marina italiana ricoverati nel porto di Ancona.

## Storia
Il porto di Ancona era una stazione sommergibili e una delle basi dei MAS, fra le più pericolose per la marina austriaca sull'Adriatico.
Nel marzo 1918 fu nominato comandante della flotta austro-ungarica l'ammiraglio Miklós Horthy de Nagybánya, il quale volle subito mettere in atto un'operazione per vendicare la beffa di Buccari.

### L'operazione

Una parte dei marinai austro-ungarici

Nel pomeriggio del 4 aprile, 59 marinai e quattro cadetti, comandati dal tenente di vascello Conte Joseph Weith, partirono da Pola sulla torpediniera "TB 96", diventata poi T 7 (torpediniera Italia), scortata dal cacciatorpediniere SMS Uzsok, con una motolancia a rimorchio. Obiettivi del gruppo erano di distruggere le opere portuali e i sottomarini a difesa, impadronirsi dei MAS eliminando gli equipaggi, e riprendere la torpediniera austriaca B 11.
Giunti a quindici miglia a nord-est di Ancona, alle 21 circa, il gruppo passò sulla motolancia e proseguì in direzione della costa. A due miglia dalla riva, fermato il motore, la navigazione proseguì a remi. I marinai, in regolamentare uniforme austriaca, erano armati di pistole e di pugnali, e portavano 15 chilogrammi di dinamite. Molti si erano bendati la testa e fasciati per simulare, in caso fossero stati intercettati, la condizione di naufraghi.
Il piano prevedeva lo sbarco vicino a Torrette, a circa 2 km dalla città, e da qui raggiungere il porto con l'aiuto dell'oscurità (al buio le uniformi italiane e austriache apparivano molto simili), e del fatto che alcuni incursori parlavano correttamente l'italiano. Invece, poco dopo le 2 la barca raggiunse la costa all'altezza di Marzocca, a 17 km a nord di Ancona; l'errore fu causato dalle correnti e dalle luci della stazione di Falconara Marittima, scambiata da Weith per quella di Ancona.
Raggiunta la strada costiera, gli austriaci s'inquadrarono per quattro, ufficiali in testa e, a passo cadenzato, si avviarono verso Ancona pensando di raggiungerla in un paio d'ore. Dopo tre ore di marcia, invece, Weith dovette constatare di essere arrivato solamente nei pressi di Falconara.
A causa dell'errore sulla località di sbarco, gli incursori non riuscirono a raggiungere il porto di Ancona per l'alba del 5 aprile, come previsto dal piano, e furono costretti ad occupare un'abitazione colonica isolata in località Barcaglione, sita in posizione elevata con vista sulla costa e sul porto. Venne inviato in perlustrazione l'allievo ufficiale austro-ungarico Corrado Schinko, travestito da contadino. A questo punto, il tenente di vascello Weith, valutando che fossero venute meno alcune delle condizioni previste dal piano d'attacco originario, decise di rinunciare ad attaccare i sommergibili e gli impianti portuali, sotterrando la dinamite sul luogo, e limitando l'azione alla sola cattura dei MAS ed al rientro a Pola a bordo degli stessi.
Nel frattempo venne scoperta la motolancia austriaca, ed iniziarono le perlustrazioni della zona da parte di militi dei Reali Carabinieri e dell'Esercito.
Nella tarda serata del 5 aprile gli austriaci lasciarono la casa colonica che avevano occupato (ai cui proprietari cavallerescamente pagarono il disturbo), e superarono senza difficoltà la barriera daziaria di Ancona.
Però due irredentisti, membri del commando, il trentino Mario Casari e il triestino Giuseppe Pavani, si staccarono volontariamente dal gruppo e si consegnarono ai Carabinieri, facendo scattare l'allarme.
Gli altri militari austriaci si diressero verso il Lazzaretto di Ancona, ove erano solitamente ormeggiati i MAS. Questi erano però stati fatti uscire per la protezione del porto dopo l'allarme ricevuto.

### La cattura

I finanzieri Grassi e Maganuco nel novembre 1927

Il gruppo fu fermato la notte del 6 aprile dai finanzieri Carlo Grassi e Giuseppe Maganuco di ronda presso lo zuccherificio (all'interno del Lazzaretto), ma riuscì a passare grazie ai militari che parlavano italiano. Destarono però i sospetti dei due finanzieri che li seguirono; a questo punto credendosi scoperti gli austriaci aggredirono i militari italiani: il Grassi venne colpito da una pugnalata, anche se non gravemente, mentre il Maganuco ebbe la presenza di spirito di retrocedere e di far fuoco con il suo moschetto contro l'aggressore, precludendo inoltre agli altri militari austro-ungarici ogni via di fuga. 
In soccorso dei finanzieri sopraggiunse il brigadiere dei Carabinieri Reali Anarseo Guadagnini, in servizio di ronda notturna, al comando di soli tre soldati territoriali.
Favorito dall'oscurità, ottenne la resa degli austro-ungarici facendo loro credere di essere circondati da una compagnia pronta a sparare; una volta deposte le armi, quando il Conte Weith si accorse di essere stato beffato, poté soltanto esclamare "Teufel!" prima di consegnarsi al Guadagnini e ai suoi tre uomini.
Solo tre marinai austriaci riuscirono a dileguarsi, ma vennero catturati nei giorni seguenti, e in seguito detenuti insieme agli altri nel campo di prigionia di Avezzano (AQ).
Sul luogo accorse anche il capitano di corvetta Luigi Rizzo, comandante dei MAS, che svolse un primo interrogatorio degli ufficiali e si congratulò cavallerescamente con il tenente di vascello Weith per il coraggio dimostrato da lui e dai suoi uomini.

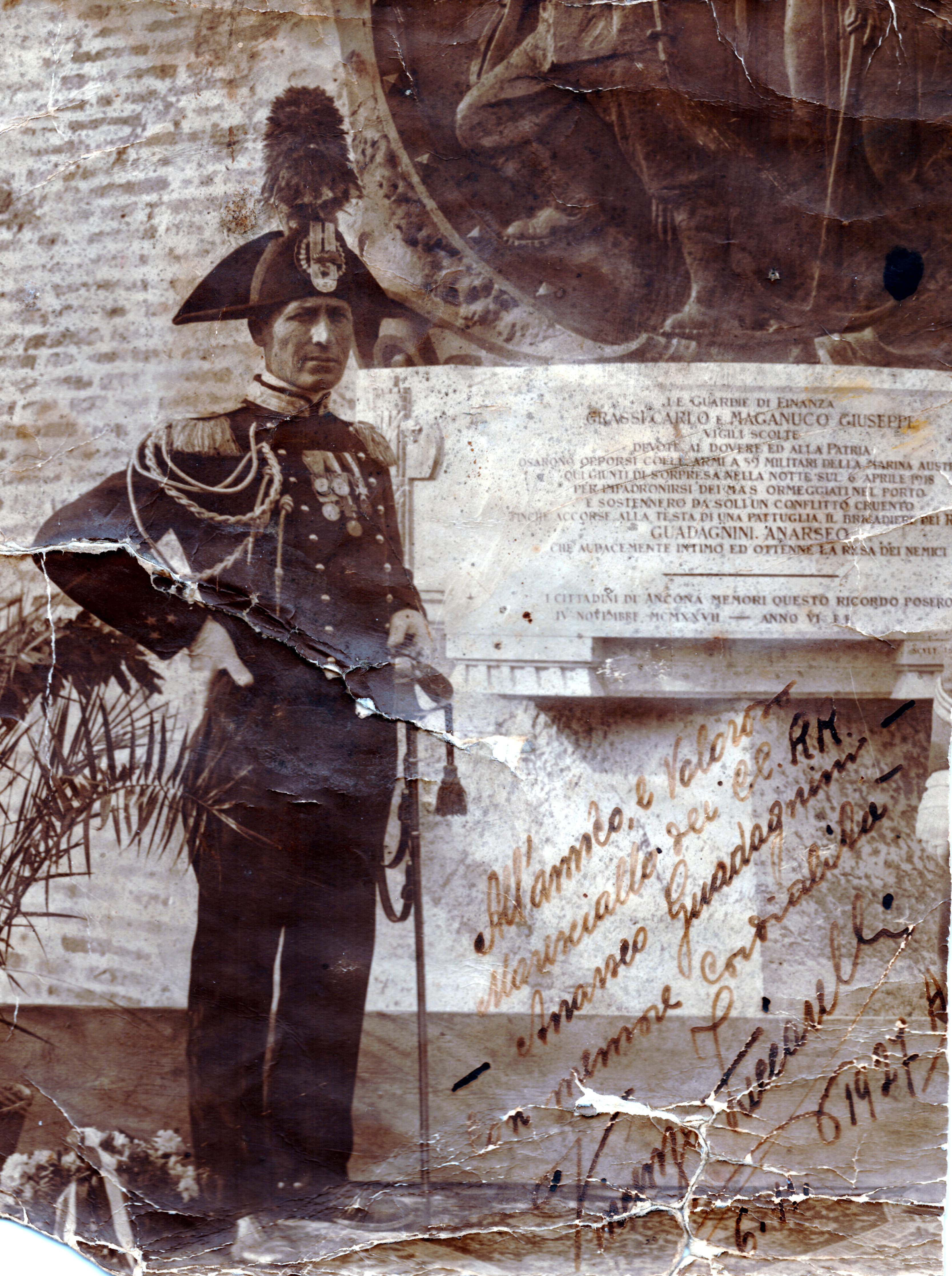
Il maresciallo Anarseo Guadagnini nel giorno dello scoprimento della lapide commemorativa, 4 novembre 1927

Il re Vittorio Emanuele III, proprio in quei giorni ad Ancona, appresa la notizia dello scontro con il commando austro-ungarico, concesse motu proprio la Medaglia d'argento al valor militare ai due finanzieri Maganuco e Grassi e al brigadiere Guadagnini. Questi, già reduce della campagna di Libia, raggiunse poi il grado di maresciallo maggiore della Legione di Ancona, prima di spostarsi ad Addis Abeba. Richiamato alle armi nel 1940 come sottotenente della riserva, perderà la vita il 12 maggio 1941 combattendo sull'Amba Alagi.

## Targa commemorativa

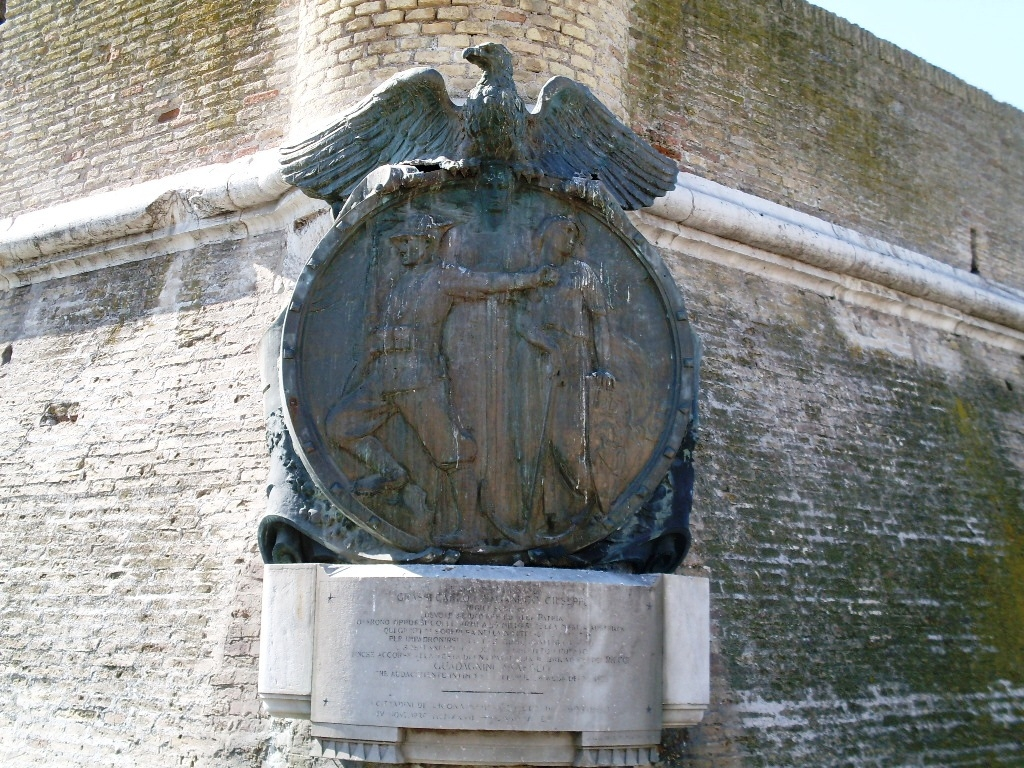
Targa posta a ricordo sulle mura esterne del Lazzaretto.

A ricordo di questo evento venne posto nel 1927 un bassorilievo in bronzo dello scultore M. Maltoni raffigurante i due finanzieri. La sottostante lapide commemorativa reca incisa la seguente frase.
«le guardie di finanza
GRASSI CARLO e MAGANUCO GIUSEPPE
vigili scolte devote al dovere e alla Patria

osarono opporsi con le armi a 59 militari della marina austriaca

qui giunti di sorpresa nella notte sul 6 aprile 1918

per impadronirsi dei mas ormeggiati nel porto

e sostennero da soli un conflitto cruento

finché corse alla testa di una pattuglia il brigadiere dei rr. cc.

GUADAGNINI ANARSEO
che audacemente intimò ed ottenne la resa dei nemici.
i cittadini di ancona memori questo ricordo posero
iv novembre mcmxxvii - anno vi-e.f.»